# Puente de Vauxhall
Vauxhall Bridge es un puente con arcos de acero, para peatones y tráfico rodado, cruza el río Támesis con una orientación noroeste - sureste, entre Lambeth Bridge y Grosvenor Bridge, en la parte central de Londres. En la orilla norte está Westminster, con la Tate Britain y la Torre Millbank al noreste, y Pimlico y su estación de metro al norte y al este. En la orilla sur, se encuentra Vauxhall Cross, donde está Vauxhall Station y el cuartel general del MI6, que está inmediatamente al sureste; Kennington al este, Vauxhall al sureste y Nine Elms al suroeste. El río Effra, uno de los muchos afluentes subterráneos vierte sus aguas al Támesis justo al este del puente en la orilla sur.

## Historia
El puente actual fue diseñado por Sir Alexander Binnie, con modificaciones hechas por Maurice Fitzmaurice, para reemplazar una estructura previa de hierro-forjado. Se completó en 1906, y fue abierto el 26 de mayo por el Príncipe de Gales, y fue el primer puente en llevar tranvías a través del Támesis. Mide 24,38 metros de ancho por 246,58m, tiene cinco arcos de acero montados sobre pilares de granito, y su característica más llamativa son una serie de figuras femeninas de bronce en los pilares del puente, conmemorando las artes y las ciencias.
El anterior puente fue uno con nueve luces llamado Regent's Bridge, diseñado por James Walker y que abrió en 1816 como un puente de peaje. La historia que condujo a la construcción de este puente fue tortuosa con, al menos, tres diseños rechazadas, dos de John Rennie, el primero con siete luceros de piedra y, a continuación, un diseño con once arcos de hierro fundido; y uno de Sir Samuel Bentham.
El diseño de Walker fue el primero en ser construido sobre el río Támesis en Londres, pero duró menos de 90 años. Las mareas prudujeron la socavación de los muelles del puente y estos eran demasiado caros para reemplazarlos. Se construyó un puente provisional de madera y las obras de demolición comenzaron en 1898, pero la construcción del puente de Binnie no comenzó hasta 1904.
- Datos: Q1142134
- Multimedia: Vauxhall Bridge / Q1142134